# フェルナン・テルビ
フェルナン・テルビ（Fernand Terby, 1928年4月13日 - 2004年9月30日）は、ベルギーの指揮者、チェロ奏者。
ブリュッセルの生まれ。ブリュッセル王立音楽院でチェロを専攻し、1948年にチェロ、1950年には室内楽コースのそれぞれで首席を取った。1950年の時にはカットセン賞を贈られている。音楽院卒業後は、ベルギー国内外でリサイタルを開く傍ら、サフォード・ケープの率いるプロムジカ・アンティクワに参加し、テノール・ヴィオール等を演奏した。1953年にモネで開かれた国際指揮者コンクールに出場して優勝し、アルハンブラ劇場で指揮して指揮者に転向した。1956年にはベルギー放送主催の指揮者コンクールでも優勝して名を上げ、1963年からはベルギー放送主催の様々な音楽祭での指揮を任されるようになった。1978年から1988年までベルギー放送フィルハーモニー管弦楽団の首席指揮者を務めた。
1972年から1980年まで、アントウェルペン王立音楽院で指揮法を講じていた。
ブリュッセルにて没。

## 註
1. ↑  muziekcentrum.be

| スタブアイコン | サブスタブ | この項目は、まだ閲覧者の調べものの参照としては役立たない、人物に関連した書きかけの項目です。この項目を加筆・訂正などしてくださる協力者を求めています（P:人物伝/PJ:人物伝）。 |